# アイザック・トリンブル
アイザック・リッジウェイ・トリンブル（英: Isaac Ridgeway Trimble、1802年5月15日-1888年1月2日）は、アメリカ陸軍の職業軍人であり、土木技師としては著名な鉄道建設監督官と役員である。南北戦争の時は南軍の将軍であり、ゲティスバーグの戦いにおけるピケットの突撃と呼ばれる猛攻で指揮を執ったことで良く知られている。

## 初期の経歴、教育、鉄道建設
トリンブルはバージニア州カルペパー郡で生まれた。ケンタッキー州に移転し、そこでウェストポイントの陸軍士官学校入学を指名され、1822年に卒業して砲兵隊の少尉に任官された。第3および第1アメリカ砲兵隊で勤務し、勃興しつつあった鉄道建設事業に入るために1832年に陸軍から除隊した。
トリンブルはボルティモア・アンド・オハイオ鉄道の建設路の測量に貢献した。ボストン・アンド・プロビデンス鉄道と、ペンシルバニア鉄道の前身であるボルティモア・アンド・サスケハナ鉄道、フィラデルフィア・ウィルミントン・アンド・ボルティモア鉄道、およびボルティモア・アンド・ポトマック鉄道の建設技師を務めた。その監督官としての最後の仕事で、恒久的にメリーランド州に移転した。

## 南北戦争
トリンブルはメリーランド州がアメリカ合衆国から脱退しないと分かった時、バージニア州の故郷に帰り、1861年に工兵大佐として南軍に入隊した。1861年8月9日には准将に昇進し、11月16日には北バージニア軍で1個旅団を指揮した。
トリンブルはシェナンドー渓谷におけるストーンウォール・ジャクソンのバレー方面作戦の一部として初めて戦闘に参加し、クロスキーズの戦いでは危険な至近距離でのマスケット銃一斉射撃を命令して北軍ジョン・C・フレモント将軍の部隊を壊走させたことで頭角を現した。ジャクソンに従った七日間の戦いの時にその旅団はゲインズミルの戦いで激戦を行い、マルバーンヒルの戦いでは不成功に終わった猛攻を夜襲で補おうとしたが、その提案は拒絶された。
第二次ブルランの戦いでは、トリンブル旅団がフリーマンズフォードで北軍の1個旅団を破った。続いてジャクソンとともに北軍ジョン・ポープ少将の主力を回りこみ、後方にある補給所を2個砲兵大隊と共に捕獲し、これがポープをしてジャクソンの強固な防御陣地を攻撃させ大きな敗北を味わわせる原因になった。このときトリンブルは砲弾の破裂で足を負傷し、健康の悪化（一部は年齢のせいもあった）に対処する必要もあって、快復には何ヶ月も要した。1863年1月に少将に昇進したが、その健康のために師団指揮をできず、シェナンドー渓谷でバレー地区軍を指揮する軽い任務をあてられた。
1863年6月、ロバート・E・リーの北バージニア軍はポトマック川を越えて2回目の北部侵攻を行い、トリンブルは鉄道建設でその地域に詳しかったこともあって、野戦指揮に戻ることを切望した。トリンブルは未承認のままリーの作戦本部に加わったが、正式な任務も無くてウロウロしていることに疲れてしまった。トリンブルは北に向かって、ペンシルベニア州ハリスバーグに向かうリチャード・イーウェル中将に追いつき、員数外として、すなわち指揮を執らない古参士官としてその参謀に加わった。トリンブルとイーウェルはこのややこしい関係とトリンブルの機転の無さのために、しばしば喧嘩した。
1863年7月1日、ゲティスバーグの戦いが始まり、イーウェルの第2軍団は午後早くに戦場に到達して、北軍の第11軍団を叩いてゲティスバーグの町を抜けて南のセメタリーヒルまで追い遣った。トリンブルはイーウェルとの衝突について次のように記した。
この様子を見ていた者の証言によれば、「イライラした答え」とは「私が下級士官からの助言を必要とする時は、概して私がそれを求める」だった。さらにトリンブルが不快そうにその剣を投げ捨てて荒々しく出て行ったと報告した。この証言をさらに脚色したものがマイケル・シャーラの小説『The Killer Angels』に取り上げられている。
7月3日、トリンブルはピケットの突撃を指揮した3人の師団長の一人となった。トリンブルはA・P・ヒル軍団の師団長で前日の戦いで致命傷を負ったW・ドーシー・ペンダーに代わって入った。トリンブルはそれ以前にそのような部隊を指揮した経験が無かったので大きく不利な状況だった。その師団は突撃の左翼を占め、ジョンストン・ペティグルーによって指揮される師団（以前はヘンリー・ヒースが指揮していた）の直ぐ後ろを進んだ。この突撃の悲惨さは良く知られている。トリンブルは愛馬ジニーに跨っており、第二次ブルランの戦いの時と同じく左足を負傷した。その足はハンター・マクガイアー医師によって切断され、バージニア州まで救急車に長く載せられてゆくと感染症を起こす危険性があったので、撤退する南軍とは動向できずに残されて、北軍兵に捕まることになった。ゲティスバーグにおけるその突撃について、トリンブルは「あの日私が指揮を執る栄誉を担った部隊があの陣地を取れないのならば、地獄でも取れないだろう」と語った。
ゲティスバーグはトリンブルの軍歴にとって終わりとなった。その後の1年半は北軍のジョンソン島とウォーレン砦にいた。捕虜になってから間もなく仮釈放を勧められたが、元アメリカ合衆国陸軍長官サイモン・キャメロンが、トリンブルは北部の鉄道に精通していることを挙げて、それに反対した。南軍リー将軍が降伏した直後の1865年4月16日、トリンブルはバージニア州リンチバーグで釈放された。

## 戦後、遺産
戦後、トリンブルは義足を装着してメリーランド州に戻り、土木技師としての仕事を再開した。ペンシルバニア鉄道の記録では1867年7月にボルティモア・ポトマック鉄道の主任技師を辞職したとされている。
トリンブルはボルティモアで死に、そこのグリーンマウント墓地に埋葬されており、南軍のために戦った最も有名なメリーランド住人とされている。1849年、トリンブルはボルティモアの歴史あるプレジデント・ストリート駅を建設した。アメリカでも最古の大きな市電駅であり、1997年に改装されて、ボルティモア南北戦争博物館として使われている。

## 大衆文化の中で
1993年の映画『ゲティスバーグ』および2003年の続編『神と将軍』では、俳優W・モーガン・シェパードがトリンブルを演じた。